# Метод (име)
Метод је мушко име настало од грчког Μεθoδιoς (Methódios), односно немачког имена Methodius (Методије) и присутно је у Словенији и Словачкој.

## Имендани
У Словачкој имендан се слави 5. јула.

## Популарност
У Словенији је ово име 2007. било на 175. месту.